# Ralph Näf
Pour les articles homonymes, voir Naef.
Ralph Näf (ou Ralph Naef) est un coureur cycliste suisse de VTT cross-country né le 10 mai 1980 à Kirchberg en Suisse. Il est notamment champion du monde de VTT-Marathon (2006), du relais par équipes (2010) et de cross-country eliminator (2012). Il est champion d'Europe de cross-country olympique en 2009. En juillet 2015, il annonce qu'il dispute sa dernière saison, avant de prendre sa retraite.

## Biographie
Il a participé à deux éditions des Jeux olympiques.

## Palmarès en VTT

### Jeux olympiques
- Athènes 2004
  - 6e de l'épreuve de cross-country VTT
- Londres 2012
  - 18e de l'épreuve de cross-country VTT

### Championnats du monde
- 2006 Oisans
  -  Champion du monde VTT-Marathon
- 2007 Fort William
  -  Médaillé d'argent du championnat du monde de cross-country VTT
- 2008 Val di Sole
  -  Médaillé de bronze du championnat du monde de cross-country VTT
- 2010 Mont Sainte-Anne
  -  Champion du monde de relais par équipes VTT (avec Thomas Litscher, Roger Walder, et Katrin Leumann)
- 2012 Saalfelden-Leogang
  -  Champion du monde de cross-country eliminator

### Coupe du monde
- Coupe du monde de cross-country 
  - 2005 :  (vainqueur d'une manche)
  - 2008 :  (vainqueur d'une manche)
  - 2012 : 12e
  - 2013 : 22e
  - 2014 : 16e
  - 2015 : 10e

### Championnats d'Europe
- Graz 2003
  -  Champion d'Europe de cross-country
  -  Champion d'Europe de relais (avec Balz Weber, Nino Schurter et Barbara Blatter)
- 2004
  -  Champion d'Europe de relais par équipes VTT (avec Nino Schurter, Petra Henzi et Florian Vogel)
  -  Médaillé de bronze du cross-country VTT
- 2006
  -  Champion d'Europe de relais par équipes VTT  (avec Nino Schurter, Petra Henzi et Martin Fanger)
  -  Champion d'Europe de cross-country VTT-Marathon
  -  Médaillé de bronze du cross-country VTT
- 2009
  -  Champion d'Europe de cross-country VTT
  -  Médaillé d'argent du relais par équipes VTT
- 2010
  -  Champion d'Europe de relais par équipes VTT  (avec Thomas Litscher, Roger Walder et Katrin Leumann)
  -  Champion d'Europe de cross-country VTT-Marathon
- 2012
  -  Médaillé de bronze du cross-country VTT
- 2014
  -  Médaillé d'argent du cross-country eliminator

### Championnats de Suisse
- Champion de Suisse de cross-country VTT espoirs : 2000
- Champion de Suisse de cross-country : 2004

## Palmarès sur route
- 2015
  - 3e de l'Enfer du Chablais

## Palmarès en cyclo-cross
- 2012-2013
  - 3e du championnat de Suisse de cyclo-cross